# Dirty Dancing
För andra betydelser, se Dirty Dancing (olika betydelser).
Dirty Dancing är en amerikansk romantisk dramafilm från 1987 i regi av Emile Ardolino. I huvudrollerna ses Patrick Swayze, Jennifer Grey, Cynthia Rhodes och Jerry Orbach. Den vann Oscar för bästa sång ("(I've Had) The Time of My Life") och nominerades i flera ytterligare kategorier. 

## Handling
Året är 1963. Den 17-åriga Frances "Baby" Houseman följer med sina föräldrar till ett pensionat i Catskillbergen i New York för några lediga sommarveckor innan hon ska börja på college. Hon bråkar med sin äldre syster Lisa och passar inte riktigt in bland de andra gästerna och de arrangerade aktiviteterna utan söker efter något mer genuint och stimulerande.
En kväll hör Baby livlig musik från en av personalbyggnaderna i utkanten av anläggningen. Hon följer med en av de anställda dit och upptäcker att alla sysslar med sexiga danser till heta rytmer. Där träffar hon den äldre och erfarna dansinstruktören Johnny Castle. Till en början vill inte Johnny att Baby ska vara där eller släppas in i personalgänget. Hon är en ung rikemansflicka som inte hör dit och personal som umgås med gästerna riskerar att få sparken om de ertappas. 
Efter ett tag ger Johnny med sig, då han är i behov av en danspartner för en dansuppvisning och Baby är den enda som kan ställa upp. De övar dans och kommer varandra allt närmre under de kommande veckorna. Babys pappa har dock förutfattade meningar om Johnny och förbjuder Baby från att träffa honom. För första gången i sitt liv gör inte Baby som hennes pappa vill utan följer sina egna instinkter om vad som är rätt och fel. Hon får uppleva att livet och att vara vuxen är mycket mer komplext än hennes pappa lärt henne. 

## Rollista i urval
- Jennifer Grey – Frances "Baby" Houseman
- Patrick Swayze – Johnny Castle
- Cynthia Rhodes – Penny Johnson
- Jerry Orbach – Dr. Jake Houseman
- Kelly Bishop – Marjorie Houseman
- Jane Brucker – Lisa Houseman
- Jack Weston – Max Kellerman
- Max Cantor – Robbie Gould
- Lonny Price – Neil Kellerman
- Charles Coles – Tito Suarez
- Neal Jones – Billy Kostecki
- Miranda Garrison – Vivian Pressman
- Garry Goodrow – Moe Pressman
- Wayne Knight – Stan
- Paula Trueman – Mrs. Schumacher
- Alvin Myerovich – Mr. Schumacher

## Produktion och mottagande

### Distribution och mottagande
Filmen hade biopremiär i USA den 21 augusti 1987 och Sverigepremiär den 23 oktober 1987. Filmen hade en ganska låg budget, på 6 miljoner dollar. Den blev dock en överraskande stor kommersiell framgång, och under den ursprungliga amerikanska bioperioden – 71 veckor lång – såldes det biljetter för drygt 63 miljoner dollar. Den släpptes senare på bio även 1997, 2007, 2016 och 2019/2020, på olika filmmarknader. Sammanlagt beräknas biobiljetter ha sålts för drygt 214 miljoner dollar.
Sången "(I've Had) The Time of My Life", som sjungs av Jennifer Warnes och Bill Medley, vann en Oscar för bästa sång. Musikalen Dirty Dancing bygger på filmen. Filmen levererade även flera hitsinglar och inspirerade till en välbesökt konsertturné med flera av de artister som sjöng in låtarna i filmen.
Filmen kretsar kring de två rollfigurerna "Baby" och Johnny, spelade av Jennifer Grey och Patrick Swayze. I Allmovie.com-recensionen lyfter recensenten Rebecca Flint Marx fram Swayzes höftparti och Greys näsa, sensuella dansande och ett tema kring att bli vuxen. Hon definierar Dirty Dancing som en av 1980-talets stora "fulkultur"-filmer för kvinnor, en film som oväntat blev en kultklassiker och med en stor underhållningsfaktor trots sin avsaknad av traditionella filmkvalitéer. Den skamlöst romantiska filmen lockade fler vuxna (än tonåriga) biobesökare, varav många gick och såg filmen flera gånger.
Filmen har fortsatta locka publik och marknadsföras i olika medieformat. Så sent som 2022 släpptes en jubileumsversion av filmen i 4K Ultra HD-format, 35 år efter filmens ursprungliga biopremiär.

### Nomineringar och utmärkelser

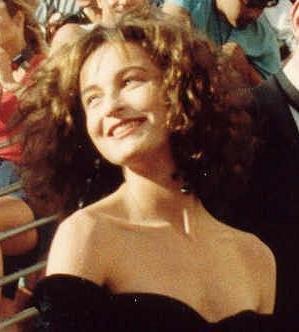
Jennifer Grey vid Oscarsgalan 1988.

| År   | Pris                | Kategori                                                 | Resultat  | Ref   |
| ---- | ------------------- | -------------------------------------------------------- | --------- | ----- |
| 1988 | Oscarsgalan 1988    | Oscar för bästa sång                                     | Vann      | [ 8 ] |
| 1988 | Golden Globe Awards | Bästa originalsång                                       | Vann      | [ 8 ] |
| 1988 | Golden Globe Awards | Bästa film – musikal eller komedi                        | Nominerad | [ 8 ] |
| 1988 | Golden Globe Awards | Bästa manliga huvudroll – musikal eller komedi           | Nominerad | [ 8 ] |
| 1988 | Golden Globe Awards | Bästa kvinnliga huvudroll – musikal eller komedi         | Nominerad | [ 8 ] |
| 1988 | Grammy Awards       | Grammy Award för bästa sång av en duo eller grupp        | Vann      | [ 9 ] |
| 1988 | Grammy Awards       | Grammy Award för bästa sång till en film, TV eller media | Nominerad |       |

## Musik i filmen i urval
- "Be My Baby", musik och text: Jeff Barry, Ellie Greenwich och Phil Spector, framförd av: The Ronettes
- "Big Girls Don't Cry", musik och text: Bob Crewe och Bob Gaudio, framförd av: Frankie Valli och The Four Seasons
- "Merengue", musik och text: Erich Bulling, John D'Andrea och Michael Lloyd, instrumental
- "Johnny's Mambo", musik och text: Erich Bulling, John D'Andrea och Michael Lloyd, instrumental
- "Where Are You Tonight", musik och text: Mark Scola, framförd av: Tom Johnston
- "Do You Love Me", musik och text: Berry Gordy, framförd av: The Contours
- "Love Man", musik och text: Otis Redding, framförd av: Otis Redding
- "Stay", musik och text: Maurice Williams, framförd av: Maurice Williams & The Zodiacs
- "Wipe Out", musik och text: Robert Berryhill, Patrick Connolly, Jim Fuller och Ronald Wilson, framförd av: The Surfaris
- "Hungry Eyes", musik och text: Franke Previte och John DeNicola, framförd av: Eric Carmen
- "Overload", musik och text: Zappacosta (som Alfie Zappacosta) och Marko Luciani, framförd av: Zappacosta
- "Hey Baby", musik och text: Bruce Channel och Margaret Cobb, framförd av: Bruce Channel
- "De Todo un Poco", musik och text: Lou Perez, framförd av: Melon
- "Some Kind of Wonderful", musik och text: Gerry Goffin och Carole King, framförd av: The Drifters
- "These Arms of Mine", musik och text: Otis Redding, framförd av: Otis Redding
- "Cry to Me", framförd av: Solomon Burke
- "Will You Love Me Tomorrow?", musik och text: Gerry Goffin och Carole King, framförd av: The Shirelles
- "Love Is Strange", musik och text: Mickey Baker, Sylvia Robinson och Ethel Smith, framförd av: Mickey & Sylvia
- "You Don't Own Me", musik och text: John Madara och Dave White Tricker, framförd av: The Blow Monkeys
- "Yes", musik och text: Terry Fryer, Neal Cavanaugh och Tom Graf, framförd av: Merry Clayton
- "In the Still of the Nite", musik och text: Fred Parris, framförd av: The Five Satins
- "She's Like the Wind", musik och text: Patrick Swayze och Stacy Widelitz, framförd av: Patrick Swayze feat. Wendy Fraser
- "Hula Hana", framförd av: Jane Brucker
- "Kellerman's Anthem", musik och text: Michael Goldman, framförd av: Dirty Dancing-ensemblen
- "(I've Had) The Time of My Life", text: Franke Previte, musik: Donald Markowitz och John DeNicola, framförd av: Bill Medley och Jennifer Warnes